# Ermida de Santa Rosa (Santo Antão)

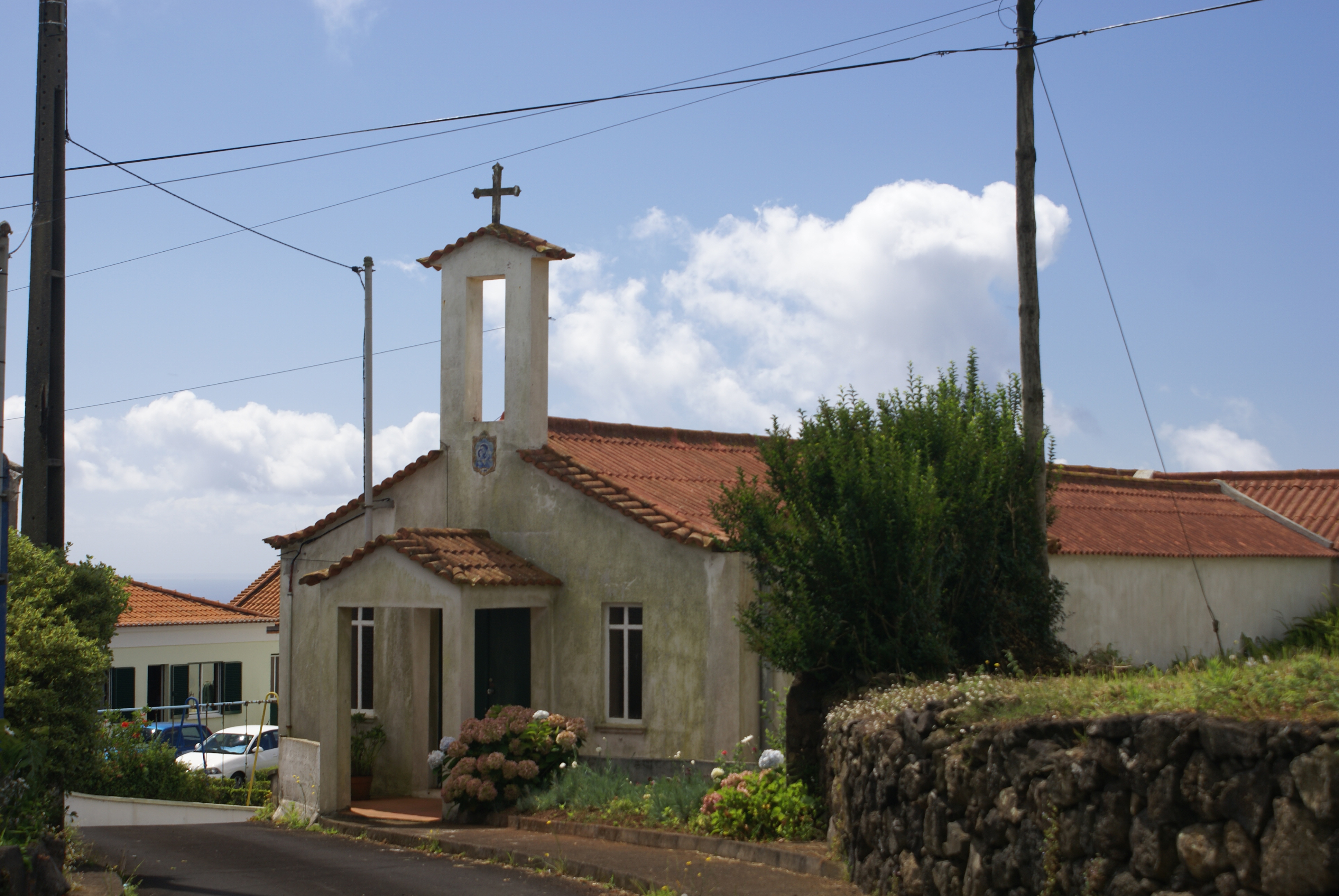
Ermida de Santa Rosa.

A Ermida de Santa Rosa é uma ermida Portuguesa localizada na freguesia de Santo antão, concelho da Calheta, ilha de São Jorge.
Esta ermida apresenta-se como uma construção recente feita em alvenaria e começada a construir em 1958 e terminada um ano depois em 1959. Pertence a Congregação das Irmãs Missionárias do Sagrado Coração de Jesus. A estatuária que encerra é recente e composta por Sagrado Coração de Jesus, São José e uma representação do Imaculado Coração de Maria.
Em 2003 deixou-se de realizar nesta ermida o serviço religioso diariamente, passando o mesmo a ser feito apenas aos domingos e dias festivos.